# Кульсариев, Насер Паридонович
Насе́р Паридо́нович Кульсари́ев (20 апреля 1958, Кызылорда — 13 декабря 2002, Алма-Ата) — казахстанский поэт-бард, продюсер, композитор и исполнитель авторских песен.

## Биография
В 1975 году закончил СШ № 90 в Алма-Ате. В 1980 году — архитектурный факультет Политехнического института по специальности «Градостроитель».
С 1980 по 1982 гг — стажёр-преподаватель кафедры градостроительства. С 1981 года преподавая в Архитектурно-строительном институте Алматы, был организатором КВН и с этого же времени начинает увлекаться авторской песней.
С 1982 по 1986 гг — заместитель секретаря, и. о. секретаря комитета комсомола КазПТИ имени В. И. Ленина, в 1986 — секретарь комитета комсомола алматинского объединённого авиаотряда. В 1986-89 гг учился в аспирантуре АСИ.
С января 1999 года — генеральный директор продюсерского центра КЕН.

## Творчество
В 1976 г в составе с Еруланом Канапьяновым, Альмжаном Акбаровым создали группу «Улан», исполняли современные, зарубежные и казахские национальные песни. Наставник группы — Кенес Дуйсекеев.
В 1977 году группа становится обладателем Гран-при на фестивале университетов Советского Союза, в 1979 году — лауреатом Всесоюзного фестиваля песни в Ереване. Многие песни, написанные К. Дуйсекеевым, исполнялись сначала группой «Улан», а затем — Нагимы Искалиевой, Розы Рымбаевой.
В 1987 году начинает общаться с алматинским городским клубом АП «Тоника» и в 1987 году осуществляет идею проведения фестиваля Авторской песни.
В 1997 году Насер выпускает первый музыкальный альбом «Грань перемен», большинство песен в котором были написаны Алексеем Иващенко.
Диск «Грань перемен» стал заметным явлением в авторской песне Казахстана. В это же время Насер активно сотрудничает с группой «А-Студио», одна из написанных им песен на стихи Ильи Резника («Стань моей молитвой») вошла в альбом группы «Грешная страсть».
Появляются песни патриотической тематики «Астана», «Казахстан», которые исполняли Роза Рымбаева, Батырхан Шукенов, Алибек Днишев, Вахтанг Кикабидзе. По приглашению Насера Алма-Ату посетили Олег Митяев (проект «Песни нашего века»), Игорь Губерман, Алексей Иващенко («Иваси», создатель мюзикла «Норд-Ост»), Александр Городницкий, Вадим Егоров, Братья Мищуки, Галина Хомчик, Леонид Сергеев, Лидия Чебоксарова, Александр Мирзаян.
Заметным явлением для Казахстана становится поставленная в 2000—2001 годах рок-опера-балет «Такыр» о трагедии Аральского моря.

## Слёт авторской песни
Раз в 2 года в Алма-Ате проходит «Слёт авторской песни Насера Кульсариева». Слёт позволит решить важную общественную задачу — сохранения, исследования и пропаганды Авторской песни Средней Азии, как одной из форм музыкально-поэтического творчества, и оказания методической помощи авторам-исполнителям и коллективам этого жанра.

## Дискография
- 1997, Грань перемен

1. Я на сцену проникну тайком…
2. Какая странная волна…
3. Натюрморт
4. Крибле, крабле, бумс
5. Ещё стрелу из колчана…
6. В аэропорту Минводы
7. Погиб ли тот фрегат…
8. Пять лет
9. Дождь над Иссык-Кулем
10. Осенний вальс
11. Не хватает времени…
12. Синий свет
13. Старый Новый год
14. Не договаривая фразы…

- 1999 — одноактная рок-опера «Древо желания».
- 2000 — рок-опера-балет Такыр, (совместно с Е.Канапьяновым)
- 2003 — Грань перемен и предчувствий